# Чемпіонат Швеції з футболу 1908
Svenska Mästerskapet 1908 — чемпіонат Швеції з футболу. Проводився за кубковою системою. У чемпіонаті брали участь 18 клубів. 
Чемпіоном Швеції вперше став клуб ІФК Гетеборг.

## Півфінали
4 жовтня 1908 ІФК Гетеборг — ІК «Слейпнер» (Норрчепінг) 10:0
4 жовтня 1908 ІФК Уппсала — ІФК Стокгольм 3:2

## Фінал
11 жовтня 1908 ІФК Гетеборг — ІФК Уппсала 4:3